# Малые Ковали (Татарстан)
Малые Ковали (тат. Кече Кавал, Keçe Qawal) — деревня в Высокогорском районе Республики Татарстан, в составе Большековалинского сельского поселения.

## География
Деревня находится в верховье реки Солонка, в 22 км к северо-западу от районного центра, посёлка Высокая Гора.

## История
Первоисточники упоминают о деревне с 1617 года.
В сословном плане, в XVIII веке и вплоть до 1860-х годов, жителей деревни причисляли к государственным крестьянам.
Число жителей деревни увеличивалось с 53 душ мужского пола в 1782 году до 370 человек в 1908 году. В последующие годы численность населения деревни постепенно уменьшалась и в 2017 году составила 39 человек. 
В деревне родился Галимджан Баруди (1857–1921) – учёный-богослов, педагог, религиозный и общественный деятель.
В «Списке населенных мест по сведениям 1859 года», изданном в 1866 году, населённый пункт упомянут как казённая деревня Малые Ковали 3-го стана Казанского уезда Казанской губернии. Располагалась при безымянном ключе, по правую сторону торгового Галицкого тракта, в 27 верстах от уездного и губернского города Казани и в 22 верстах от становой квартиры в казённой деревне Верхние Верески. В деревне, в 29 дворах жили 318 человек (177 мужчин и 141 женщина), была мечеть.
По сведениям из первоисточников, в начале XX столетия в деревне существовали мечеть и мектеб. 
Административно, до 1920 года деревня относилась к Казанскому уезду Казанской губернии, с 1965 года относится к Высокогорскому району Татарстана.

## Экономика и инфраструктура
Полеводство, животноводство; эти виды деятельности, а также некоторые промыслы, являлись основными для жителей деревни также и в XVIII-XIX столетиях.